# 海岸段丘

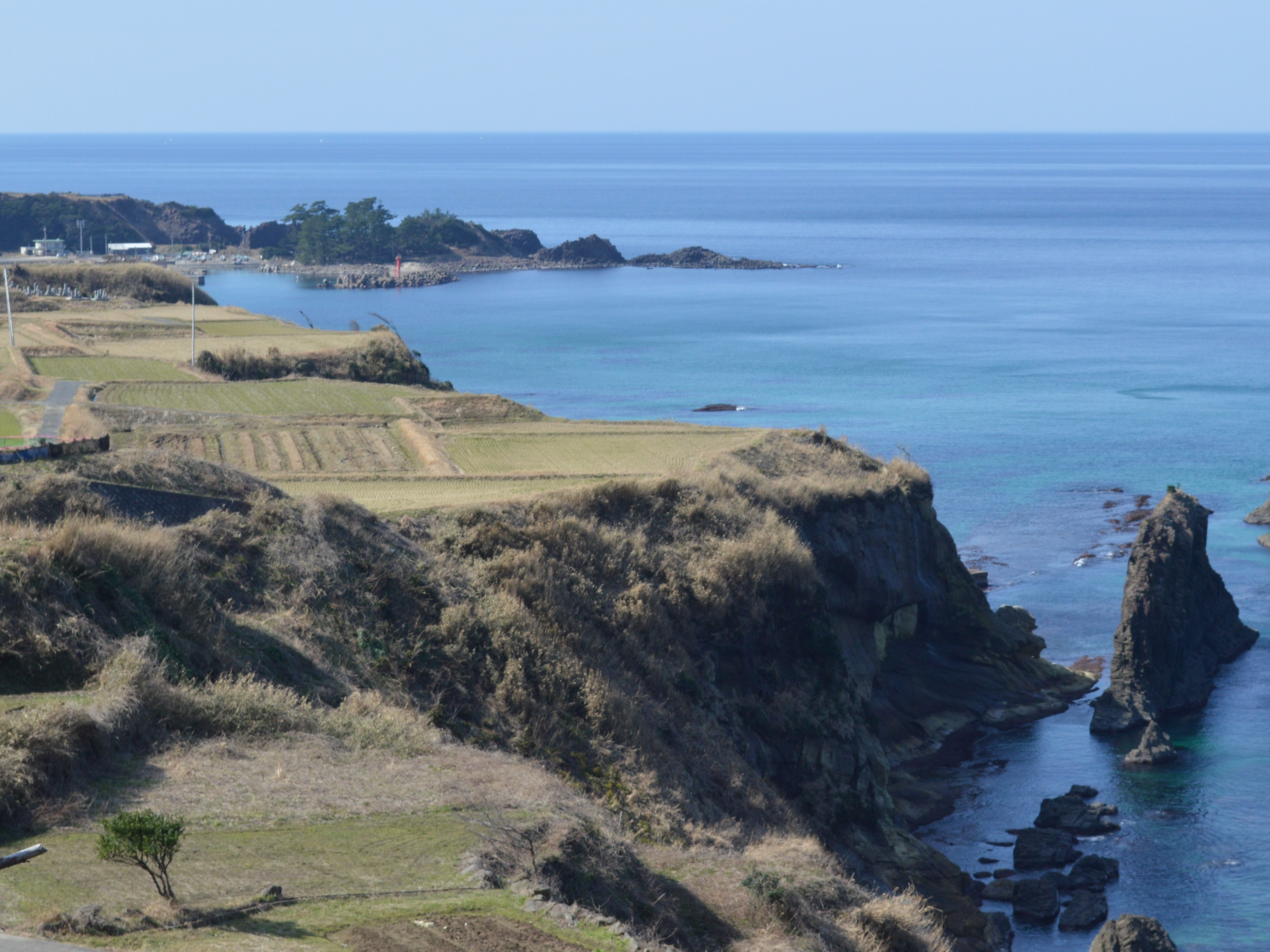
筆石海岸段丘（京都府京丹後市）

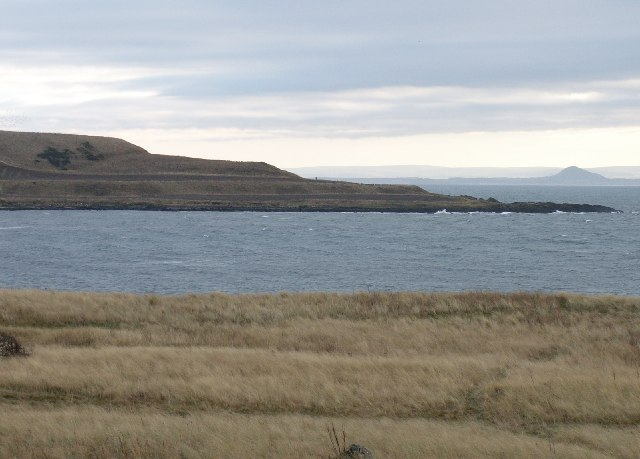
複数段の海成段丘（イギリス・ファイフ）

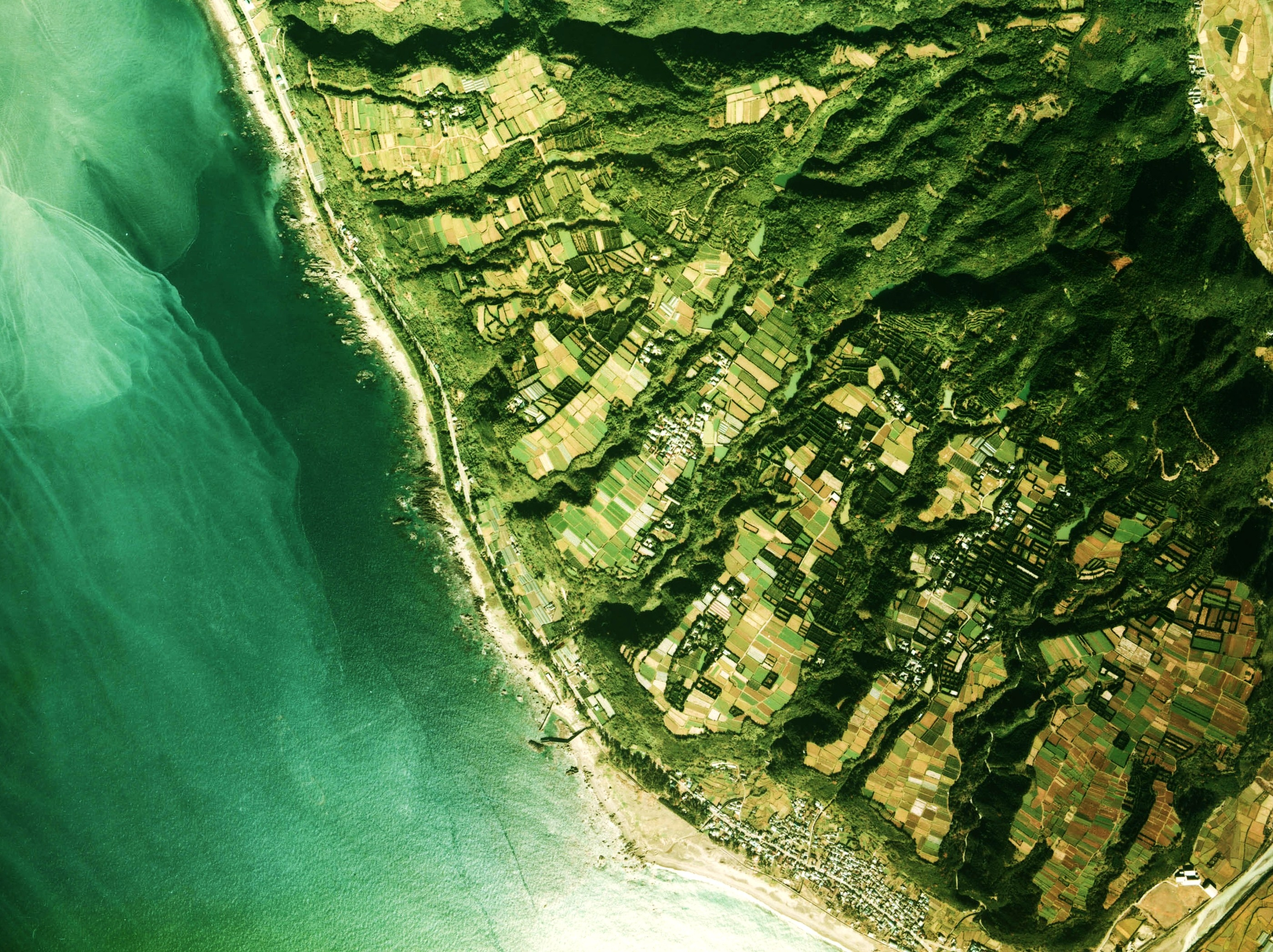
室戸岬北西の海岸段丘の空中写真。（1975年撮影、）。

海岸段丘（かいがんだんきゅう、英: coastal terrace）は、海岸線に発達した階段状の地形。従来は海岸段丘の語が使われていたが、成因を重視して海成段丘（かいせいだんきゅう、marine terrace）と呼ばれるようになっている。海成段丘は、海岸線付近の浅い海底の平坦面が離水して陸側になった、海成の段丘面と段丘崖がなす階段状の地形。海岸線に沿うように広がる。

## 構造

海成段丘の模式図

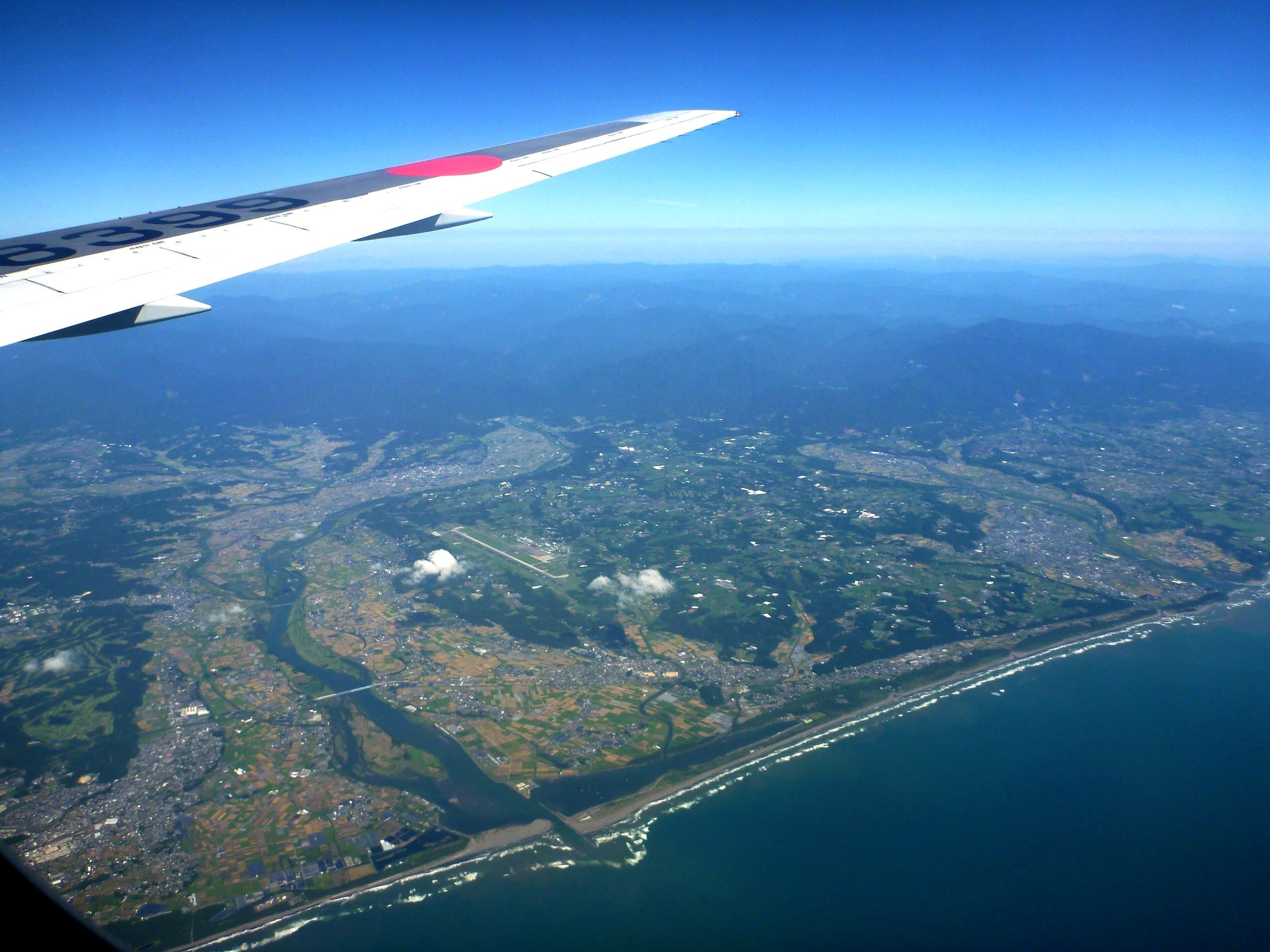
航空機から見た宮崎平野。三財原や新田原などに海成段丘がみられ、台地を縁取る緑地が段丘崖のおよその位置を示す。

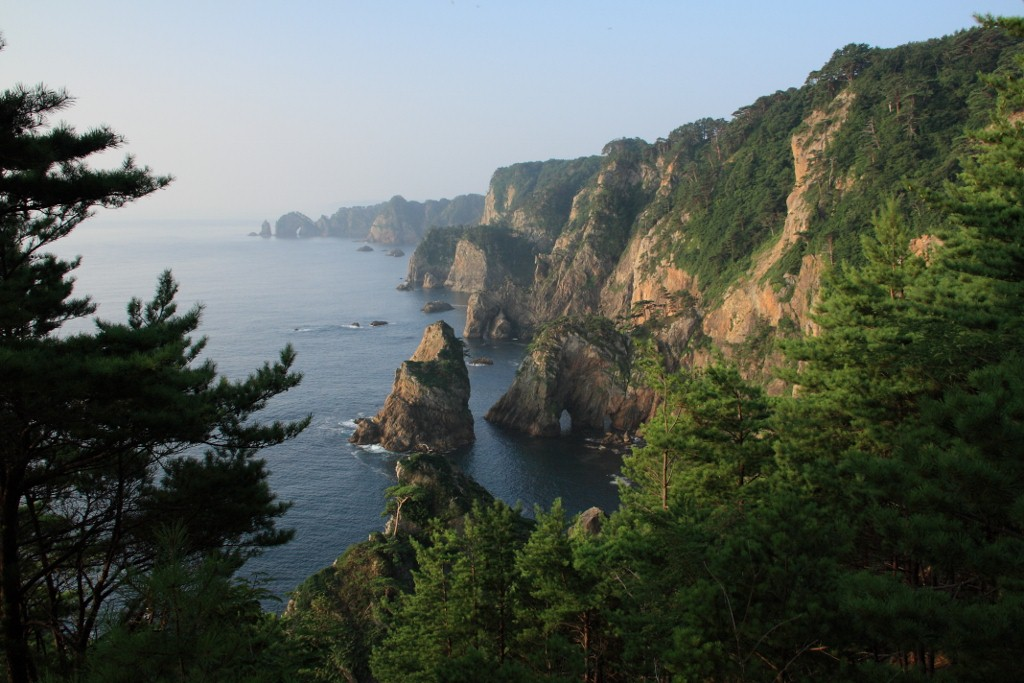
三陸海岸北部の北山崎（岩手県田野畑村）/200m近い落差の段丘崖が連なる。崖の中間の高さを持つ奇岩群も、高さが揃っているため小段丘の痕跡と考えられている。

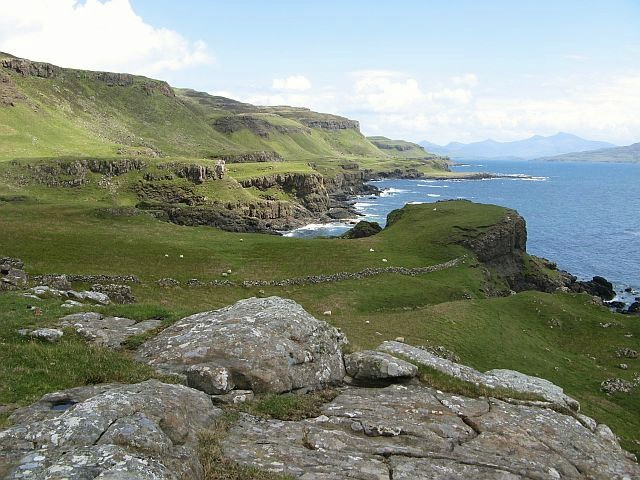
草原が広がる海成段丘面（イギリス・マル島）

陸側の段丘面は過去の海底面で、それぞれの段丘崖は現在および過去の海食崖である。地盤の隆起や海水準変動などに伴ってこれらの地形形成が繰り返され、複数段の海成段丘ができる。段丘面とその陸側の段丘崖との間には傾斜が急変化する傾斜変換点があるが、これを繋いだものが旧海岸線（旧汀線）となる。
海岸段丘は、平坦な岩石海岸においても、砂浜海岸においても生じる。
岩石海岸のうち海食台の場合、離水後に新たに海食崖が形成され、それが最前面の段丘崖となる。海側に更に小崖をもつ波食棚の場合は、小崖が新たな段丘崖となる。
海食崖は浸食により形成される海岸の崖。海面近くの高度には波食窪（ノッチ）が作られる。
砂浜海岸の場合、離水した段丘面の低地は狭義の海岸平野となる。
海岸段丘の規模や形態は、形成前の地形、海の状態、岩石の種類、地殻変動の様式などによって異なる。

### 波食棚と海食台
海成の段丘面である海岸線付近の浅海底の平坦面の地形には、波食台、波食棚 (wave-cut terrace)、波食プラットフォーム (wave-cut platform)、波食ベンチ (wave-cut bench)、外浜プラットフォーム (shore platform)、海食台、海成平坦地、海成プラットフォーム (marine platform)、海成ベンチなどの呼称・訳語がある（参考:波食台 (Q480902)(ウィキデータ)）。
波食棚（はしょくだな、はしょくほう）と海食台（かいしょくだい）はともに、海食崖の基部から浅海底に向かって、ほぼ水平だが海側にわずかに傾斜する平滑な地形で、岩石が露出している。両者の異なる点は、波食棚は平坦面の海側末端に明瞭な小崖をもち、海食台はそれがない点である。
波食棚が存在する標高は一般的には潮間帯だが、波浪の強さ、潮差の大小、岩石の強度などにより異なってくる。波食棚には次のような小地形がみられる。ポットホールや溶食プールなどの凹地がみられる。波食溝と呼ばれる溝が断層や節理に沿い発達する。波食棚の海側末端にはそれまで平坦面より少し高まった部分が形成されていることが多く、ランバートと呼ばれる。また、海食台の表面は薄い堆積物に覆われていることが多い。
波食棚はベンチ、海食棚とも呼ばれ、海食台は波食台とも呼ばれる。厳密な使い分けを考慮すると、波食棚はshore platform、海食台はabrasion platformを対応する訳語に位置付けられる。砂村継夫によれば、厳密には波食棚の下位に海食台を置くことができるが、海食台もshore platformと呼ばれることは多く、波食棚と海食台の用語が区別されないことがある。
海食台地（かいしょくだいち）は岩石海岸の平坦な侵食地形を指し、波食棚と海食台を包含する用語。公文富士夫によれば海食台地の訳語はwave-cut platformで、堆積性のニュアンスを含むwave-cut terraceより適している。

## 地形の形成
海岸段丘は、主に氷期・間氷期の繰り返しによる海水準変動と、地盤隆起の組み合わせの結果形成される。
まず、海水準変動が激しい時期のものよりも、比較的安定している時期のもののほうが、海成段丘は保存されやすい。前者の段丘面の幅は狭く、後の侵食で除去されやすいためである。
第四紀（第四紀氷河時代）には、準周期的な氷期と間氷期の繰り返しに伴って海水準変動が変動してきた。地殻の隆起が海面上昇より速く、浅海底の段丘面ができたときの海面が高いほど、海成段丘は保存されやすい。よって、海面の低い氷期（寒冷期）のものより、海面の高い間氷期（温暖期）に形成された段丘面の方が残りやすい。
特に第四紀後期の間氷期の海面は現在とほぼ同程度であり、継続的に地殻が隆起していれば、複数段の海岸段丘は標高の高いものほど形成年代が古いことになる。
かつて海岸段丘の成因を地盤の間欠的な（緩急のある）隆起と考えていたこともあったが、現在は一定の速度の隆起が進む間に繰り返される氷期・間氷期の海水準変動が主な成因と考えられている。ただしそれよりも短い期間では、大地震による隆起に起因するものがあり、特に完新世の段丘にみられる。
房総半島では地震による間欠的な隆起が数段の段丘を形成している。館山市沼地区では、標高27 mにサンゴ礁（沼サンゴ）の段丘がある。房総半島の段丘は、元禄地震前の元禄面が標高約6 mにあってその下の元禄地震による隆起が約4 m、大正関東地震前の関東面が標高約2 mにあって大正関東地震による隆起が約2 m。その平均隆起速度は1000年あたり3 mに達する。
室戸半島でも海溝型地震のたびに隆起があったと考えられ、最終間氷期の古い海成面が標高約200 mの高さにある。平均隆起速度は1000年あたり2.0 m。
サンゴ礁の隆起のはたらきが寄与するサンゴ礁段丘も知られている。喜界島には4段の完新世段丘があり、約6300年前、約4100年前、約3100年前、約1400年前の地震に伴う隆起に対応すると考えられ、平均隆起速度は1000年あたり1.8 mと速い。パプアニューギニアのヒュオン半島にもサンゴ礁段丘がある。
関東地方では、約12万年前（MIS 6 - 5 ※MISは次節参照）の最終間氷期に起きた下末吉海進で現在よりも大きな入江である古東京湾が形成された後、海退で広大な海岸平野（狭義）が形成された。この海岸平野は関東平野を構成する平坦地形のひとつで、下末吉面は海成段丘を構成する。

## 段丘の編年
段丘堆積物中の化石や火山灰などから、段丘の形成年代の推定が行われている。海洋酸素同位体ステージ(MIS)もよく使用される。
標高の高いものほど古いことを利用して、各地の調査を比較することで、地震に関連した地殻変動やアイソスタティックな隆起（氷床後退に伴う隆起）を推定することもできる。

## 海岸段丘の例

### 日本
- 三陸海岸北部
- 房総半島南部[1]
- 佐渡島外海府海岸北部
- 能登半島北部
  - 3段の海岸段丘が形成されていたが、2024年（令和6年）1月1日の能登半島地震による隆起で4段目の海岸段丘が形成された。
- 越前海岸近辺
- 丹後海岸
- 室戸半島[1]
- 宮崎県児湯地域の沿岸部
- 鹿児島県喜界島の百之台及び近辺[1]